# Tommaso Ajroldi
Tommaso Ajroldi (Milano, 7 novembre 1904 – 20 novembre 1985) è stato un politico italiano.

## Biografia
Avvocato, esponente della Democrazia Cristiana. È consigliere comunale a Milano e consigliere dell'Istituto ortopedico Gaetano Pini di Milano.
Alle elezioni politiche della primavera 1963 viene eletto al Senato nella Circoscrizione Lombardia. Fa parte della Commissione parlamentare d'inchiesta sul disastro del Vajont. Conclude il proprio mandato parlamentare nel 1968.